# Larry Brown (giocatore di football americano 1949)
Larry Brown (Jacksonville, 16 giugno 1949) è un ex giocatore di football americano statunitense che ha giocato nei ruoli di tight end e offensive tackle per tutta la carriera con i Pittsburgh Steelers, vincendo quattro Super Bowl negli anni settanta.

## Carriera professionistica
Brown fu scelto nel corso del quinto giro (106º assoluto) del Draft NFL 1971 dai Pittsburgh Steelers. Giocò come tight end nel periodo 1971–1976 e come tackle dal 1977 al 1984. In quel periodo, fu uno dei ventidue giocatori ad avere preso parte a tutte le prime quattro vittorie degli Steelers nel Super Bowl (Super Bowl IX, X, XIII e XIV). Fu selezionato per il Pro Bowl dopo la stagione 1982.

## Palmarès

### Franchigia
- Super Bowl : 4

Pittsburgh Steelers: IX, X, XIII, XIV
- American Football Conference Championship: 4

Pittsburgh Steelers: 1974, 1975, 1978, 1979

### Individuale
- Convocazioni al Pro Bowl: 1

1982

## Statistiche
| Partite totali | 167 |